# Erich Mertin

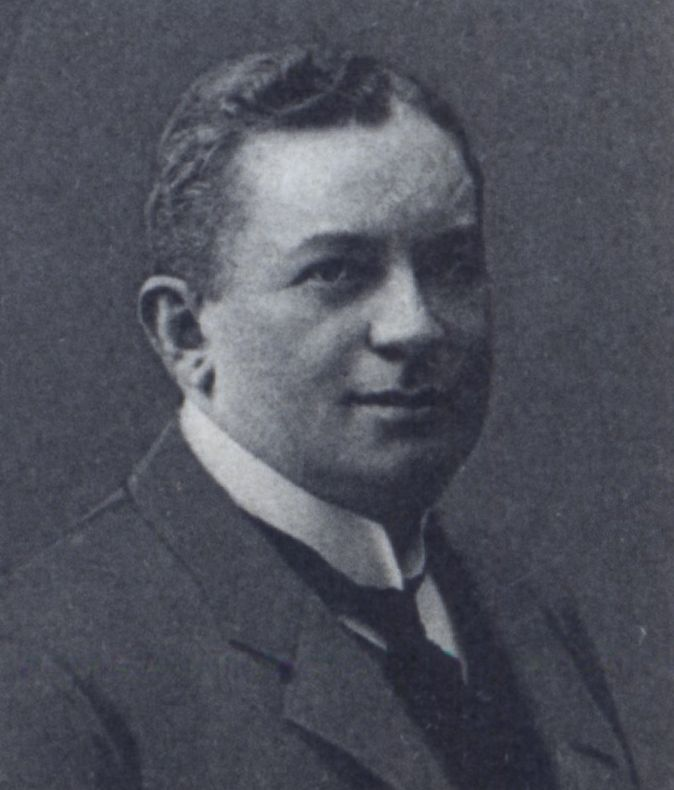
Erich Mertin als Reichstagsabgeordneter 1912

Erich Mertin (* 27. Juli 1872 in Schweidnitz; † 9. April 1928 in Oels) war Jurist und Mitglied des Deutschen Reichstags.

## Leben
Mertin besuchte das Gymnasium zu Schweidnitz und studierte Rechtswissenschaften an den Universitäten Tübingen und Breslau. 1893 wurde er Gerichtsreferendar, 1898 Gerichtsassessor, seit Mai 1898 Rechtsanwalt und seit 1900 auch Notar in Oels. Er war von 1907 bis 1918 Mitglied des Preußischen Abgeordnetenhauses und stellvertretender Stadtverordnetenvorsteher.
Von 1912 bis 1918 war er Mitglied des Deutschen Reichstags für den Wahlkreis Regierungsbezirk Breslau 3 (Groß Wartenberg, Oels)  und die Deutsche Reichspartei.